# Metro sovětského typu

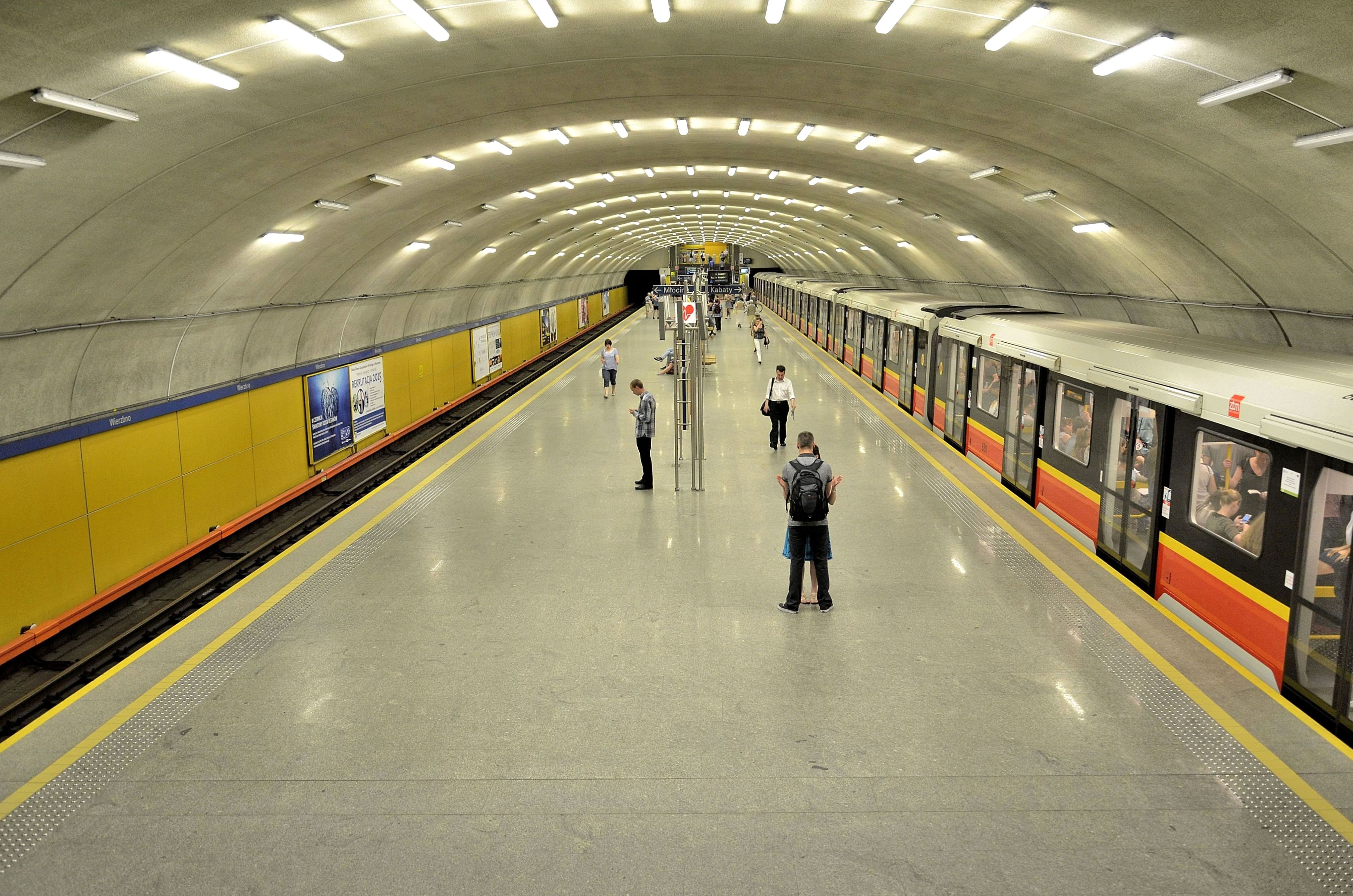
Jednolodní stanice ve Varšavě

Jako metro sovětského typu se označují ty podzemní dráhy, které byly postaveny technologií vyvíjenou v bývalém SSSR od 30. let 20. století. Jedná se o metra v zemích bývalého východního bloku, s výjimkou Budapešti a Bukurešti, kde byl použit způsob výstavby jiný, bližší západní Evropě.

## Vývoj konstrukce stanic a linek
První metro v bývalém SSSR bylo otevřeno v Moskvě roku 1935; mělo být manifestací všeho tehdy nejlepšího a ukázkou nové doby, která se podle výkladu komunistické ideologie měla postupně přibližovat. Kromě toho také byly použity i národní motivy, a to velmi různorodé; zatímco v Kyjevě se jedná o tradiční a historickou Ukrajinu, v Taškentu některé stanice metra nemají daleko ke zdobnosti místních mešit.
Nejstarší systémy tohoto typu (Moskva, Petrohrad, Kyjev) tvořily hluboko založené, technicky oddělené linky, s raženými, v drtivé většině trojlodními, stanicemi. Ražené tunely pak mají ostění z litinových tybinků. Kromě významu dopravního totiž měly plnit také význam obranný (podobně jako v Londýně mělo metro sloužit jako kryt civilní obrany pro případ možné války). To se v podstatě nikdy nezměnilo; podzemní dráhy sovětského typu patří k nejhlouběji založeným na světě (například stanice Park Pobědy v Moskvě je hluboko 97 m a patří k těm nejhlubším na světě); nové stanice se zakládají ve velkých hloubkách i dnes. Postupně vzniklo několik typů stanic metra (například petrohradský typ, či pražský typ).
Kromě úseků ražených – ty vznikly tak, že byly v jednom směru vyraženy dva traťové tunely, tedy každý pro jeden směr – se objevovaly také i tratě hloubené, někdy i povrchové. Největší rozvoj právě podpovrchových a mělce založených tratí metra nastal v 60., 70., a 80. letech 20. století, kdy se budovala nová sídliště. Ta se nacházela v podstatě na zelené louce, a tak bylo možné trasu nového úseku sladit s rozložením nové výstavby, takže se jí v cestě nenacházely žádné překážky.
V 70. letech 20. století se začaly objevovat také i stanice jednolodního typu, a konstrukce trojlodních byla také zdokonalena tak, že již nebylo nutné budovat velké a pro pohyb cestujících nevhodné široké pilíře; zvýšil se tak počet prostupů. Začátkem 60. let spolu s koncem stalinismu také zdobenost stanic klesla, začal se objevovat ve větší míře mramor a další dekorativní kameny. Ty však časem vytlačily levnější materiály (keramika, sklo, Ekrona).

## Linková vedení
V zemích, kde došlo k vybudování podzemní dráhy ve spolupráci s odborníky ze SSSR, nebo přímo v zemích bývalého SSSR, je evidentní určitý shodný postup při tvorbě koncepce a vedení jednotlivých tratí metra.
V první fázi se začalo s výstavbou radiálních linek, vedených tak aby propojily hlavní sídlištní oblasti s centrem města. Další linky pak při počtu tří vytvořily tzv. přestupní trojúhelník; tedy mezi všemi třemi linkami byl umožněn přestup, vždy mezi dvěma celkem ve třech stanicích. Mezi města, jejichž sítě se nacházejí ve zmíněném stádiu se řadí například Kyjev, Minsk, Charkov, Praha, Sofie nebo Taškent. Plánovaně má vzniknout toto uspořádání v Jekatěrinburgu či Kazani.
Moskva je jediným městem, kde výstavba a délka sítě pokročila mnohem dále a byla postavena okružní linka. Tato linka obchází centrum města a propojuje všechny radiály. Kromě Moskvy se s linkou podzemní dráhy tohoto charakteru počítá také v Petrohradě a Taškentu, ještě roku 1990 se s ní počítalo v horizontu 35 let rovněž i v Praze (pod označením linka E).
Dalším stupněm je vznik druhé okružní linky, která tak zajistí lepší propojení jednotlivých sídlištních celků na okrajích měst. Ke stavbě takové linky došlo opět v Moskvě. Právě centralizované uspořádání všech linek metra a tudíž špatná obsluha tangenciálních směrů je velký problém sítí veřejné dopravy měst bývalého východního bloku.

## Křížení tratí

### Kolejové
Jednotlivé linky jsou propojené pomocí manipulačních spojek, protože neexistují prakticky žádné traťové úseky, kdy by více linek mělo určitou společnou část svojí trasy.

### Přestupy

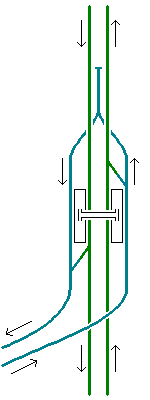
Přestupní stanice metra Kaširskaja v Moskvě

Přestupů mezi stanicemi je několik druhů:
- Přestup se společným vestibulem: Nástupiště na stanicích dvou linek, které jsou z hlediska kolejové sítě oddělené, jsou spojené pouze společným vestibulem, tj. neexistuje přímé spojení. Jedná se o nejjednodušší způsob, protože není nutné budovat žádné přestupní chodby a narušovat tak konstrukci staršího nástupiště.
- Přestup mimoúrovňový: Dvě nástupiště, která jsou umístěna v různých úrovních, propojují přestupní chodby. V nižším nástupišti je chodba vyvedena z jeho středu přes jednu z kolejí kolmo k její ose. Do vyššího nástupiště pak zaúsťuje také v jeho středu; vychází však zpod její úrovně z jakéhosi přestupního vestibulu. V případě, že jednou stanicí prochází více linek, se přestupní chodby kombinují a složitě kříží.
- Přestup křížovým způsobem: Jedná se o nevelmi rozšířený způsob, který se nachází v Moskvě (stanice Park Pobědy, Kitaj-gorod či Treťjakovskaja), v Petrohradu a v Nižním Novgorodě (stanice tohoto typu se vyskytují ale například i ve Stockholmu, Bangkoku či Vídni). Součástí stanice s tímto typem přestupu jsou dvě nástupiště, která se nacházejí paralelně vedle sebe propojená přestupní chodbou. Obě linky se rozdělí tak, že v každém nástupišti je na první koleji první linka a na druhé koleji ta druhá; mají ale (pokud jde o metra sovětského typu) obě stejný směr. Tento způsob usnadňuje přestup v jednom směru, nikoli ale v tom druhém.

## Kritika
Metro sovětského typu bylo (samozřejmě až v dobách, kdy společenská situace jej umožnila hodnotit) kritizované převážně jako systém, který je konstrukčně zastaralý a nemoderní, který neplní svůj úkol (metro v Praze selhalo v případě protipovodňové obrany, ve které mělo podle původních projektů obstát, v zemích bývalého SSSR jsou problémy i s terorismem). Mnohá města, která v časech socialismu podzemní dráhu vybudovala ve velkém stylu, mají dnes potíže s jejím vytížením (Dnipro, Samara). Na monumentální výzdobu a velkolepé pojetí mnohých stanic ve stylu socialistického realismu je poukazováno jako na zbytečnost, kterou často podtrhují obrazy nevyužitých betonových terminálů uprostřed polí.

## Vlaky

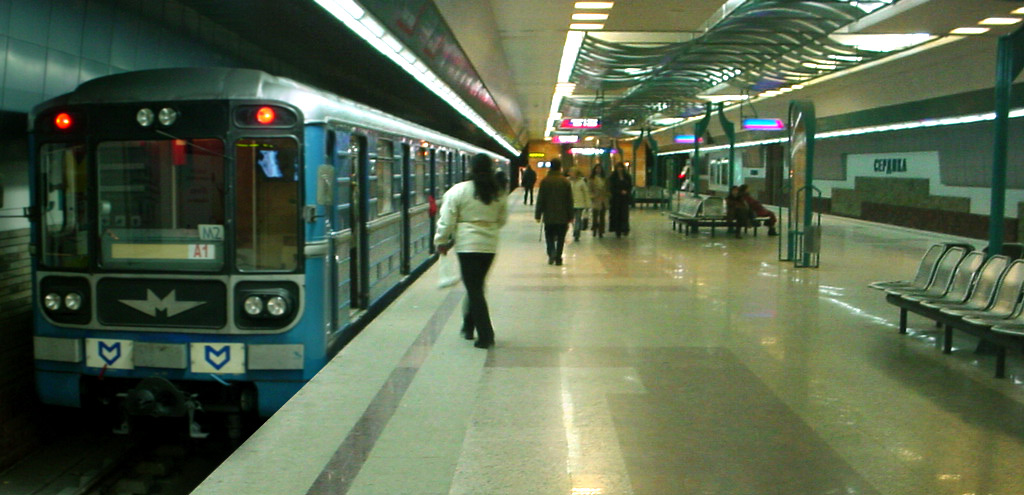
Souprava typu 81-71 ve stanici Serdika v Sofii

Dodavateli souprav pro tyto sítě metra byl závod Metrovagonmaš (bývalý Mytiščinský závod) u Moskvy, nebo také jeho pobočka – závod Jegorova v Petrohradu. Mezi provozované typy vlaků se pak řadí hlavně typ E, a jeho modifikace (Ež, Ev, Ečs). Novější typ zastupuje typ 81-71. V současné době se všechny země snaží stárnoucí vozový park obnovovat, a to jak vozy západní výroby (jedná se především o země bývalého Východního bloku) tak i modernizacemi či novými vlaky z Metrovagonmaše (Rusko).

## Seznam sítí
Toto je chronologický seznam sítí metra sovětského typu, které se na světě nacházejí:
| Zahájení výstavby | Otevření                            | Město           | Stát        |
| ----------------- | ----------------------------------- | --------------- | ----------- |
| 1932              | 1935                                | Moskva          | Rusko       |
| 1940              | 1955                                | Petrohrad       | Rusko       |
| 1949              | 1960                                | Kyjev           | Ukrajina    |
| 1952              | 1966                                | Tbilisi         | Gruzie      |
| 1951              | 1967                                | Baku            | Ázerbájdžán |
| 1950              | 1970                                | Budapešť        | Maďarsko    |
| 1966              | 1974                                | Praha           | Česko       |
| 1968              | 1975                                | Charkov         | Ukrajina    |
| 1972              | 1977                                | Taškent         | Uzbekistán  |
| 1972              | 1981                                | Jerevan         | Arménie     |
| 1977              | 1984                                | Minsk           | Bělorusko   |
| 1977              | 1985                                | Nižnij Novgorod | Rusko       |
| 1979              | 1986                                | Novosibirsk     | Rusko       |
| 1980              | 1987                                | Samara          | Rusko       |
| 1980              | 1991                                | Jekatěrinburg   | Rusko       |
| 1981              | 1995                                | Dnipro          | Ukrajina    |
| 1983              | 1995                                | Varšava         | Polsko      |
| 1978              | 1998                                | Sofie           | Bulharsko   |
| 1997              | 2005                                | Kazaň           | Rusko       |
| 1988              | 2011                                | Almaty          | Kazachstán  |
| 1978              | (projekt zrušen)                    | Riga            | Lotyšsko    |
| 1988              | (projekt zrušen)                    | Bratislava      | Slovensko   |
| 1992              | (nedostavěno)                       | Čeljabinsk      | Rusko       |
| 1992              | (nedostavěno)                       | Omsk            | Rusko       |
| 1992              | (ve stavbě, několikrát pozastaveno) | Doněck          | Ukrajina    |
| 1993              | (nedostavěno)                       | Krasnojarsk     | Rusko       |
| 1997              | (projekt zrušen)                    | Ufa             | Rusko       |
| 2005              | (projekt zrušen)                    | Perm            | Rusko       |
| 1980-90           | (projekt zrušen)                    | Oděsa           | Ukrajina    |

### Seznamy
- Seznam podzemních drah
- Seznam podzemních drah (chronologický)